# Eddie Dew
Edward M. Dew (* 29. Januar 1909 in Sumner, Washington; † 6. April 1972 in Burbank, Kalifornien) war ein US-amerikanischer Schauspieler und Filmregisseur.

## Leben
Seit Mitte der 1930er Jahre arbeitete Dew im Filmgeschäft und wurde 1943 von der Republic unter Vertrag genommen, die mit ihm eine neue Paul Revere-Serie starten wollten. Nach zwei Filmen, in denen er jeweils Smiley Burnette zur Seite gestellt bekam, wurde aber sein Vertrag wieder aufgelöst und Bob Livingstone in seiner Rolle eingesetzt. Dew ging zu den Universal Studios und spielte kleinere Rollen; auch führte er von Zeit zu Zeit Regie bei einigen kleinen Western, religiösen Filmen sowie der Fernsehserie Sergeant Preston, die von 1955 bis 1958 produziert wurde.